# هولا، کنیا
هولا، کنیا (به لاتین: Hola, Kenya) یک شهر در کنیا است که در Tana River District واقع شده‌است. هولا ۶٬۹۳۲ نفر جمعیت دارد.

## خواهرخوانده
شهر کیشیناو خواهرخواندهٔ هولا، کنیا هست.